# Wang Zisai
Wang Zisai (n. 18 iunie 2006) este un sportiv ce a reprezentat Republica Populară Chineză, medaliat olimpic. A participat la 1 ediție a Jocurilor Olimpice (2024) în care a câștigat 1 medalie de argint.

## Participări
Lista de mai jos prezintă principalele competiții la care a participat Wang Zisai de-a lungul carierei.
- Gimnastică la Jocurile Olimpice de vară din 2024 - Trambulină individual masculin